# يوشيو كيتاجيما
يوشيو كيتاجيما (باليابانية: 北島 義生) (29 أكتوبر 1975 في إيباراكي في اليابان – )؛ هو لاعب كرة قدم ياباني سابق كان يلعب كلاعب وسط.

## وصلات خارجية
- يوشيو كيتاجيما على موقع رابطة كرة القدم اليابانية للمحترفين (اليابانية)
- يوشيو كيتاجيما على موقع Soccerway.com (الإنجليزية)